# Camí de Ronda
Der Camí de Ronda (span.: Camino de Ronda) ist ein Küstenwanderweg an der Costa Brava in Spanien und verbindet die katalanischen Ortschaften Portbou südlich der französischen Grenze und Blanes. Er ist Teil des spanischen Fernwanderweges GR-92 (span.: Gran Recorrido 92, katalanisch: Gran Recorregut 92) und hat eine Länge von fast 200 km.

## Geschichte
Die Küstenpfade entlang der Mittelmeerküste nutzten Fischer schon vor Jahrhunderten, um Buchten und Nachbarorte auf dem Landweg zu erreichen. Ab Mitte des 19. Jahrhunderts dienten diese Küstenwege der spanischen Guardia Civil als Kontrollpfad, um nach Schmugglern Ausschau zu halten und deren Aktivitäten zu unterbinden. Mitte des 20. Jahrhunderts verloren diese Wege an Bedeutung, erlebten aber durch den an der Costa Brava einsetzenden Tourismus ab den 1960er Jahren einen erneuten Aufschwung.

## Route

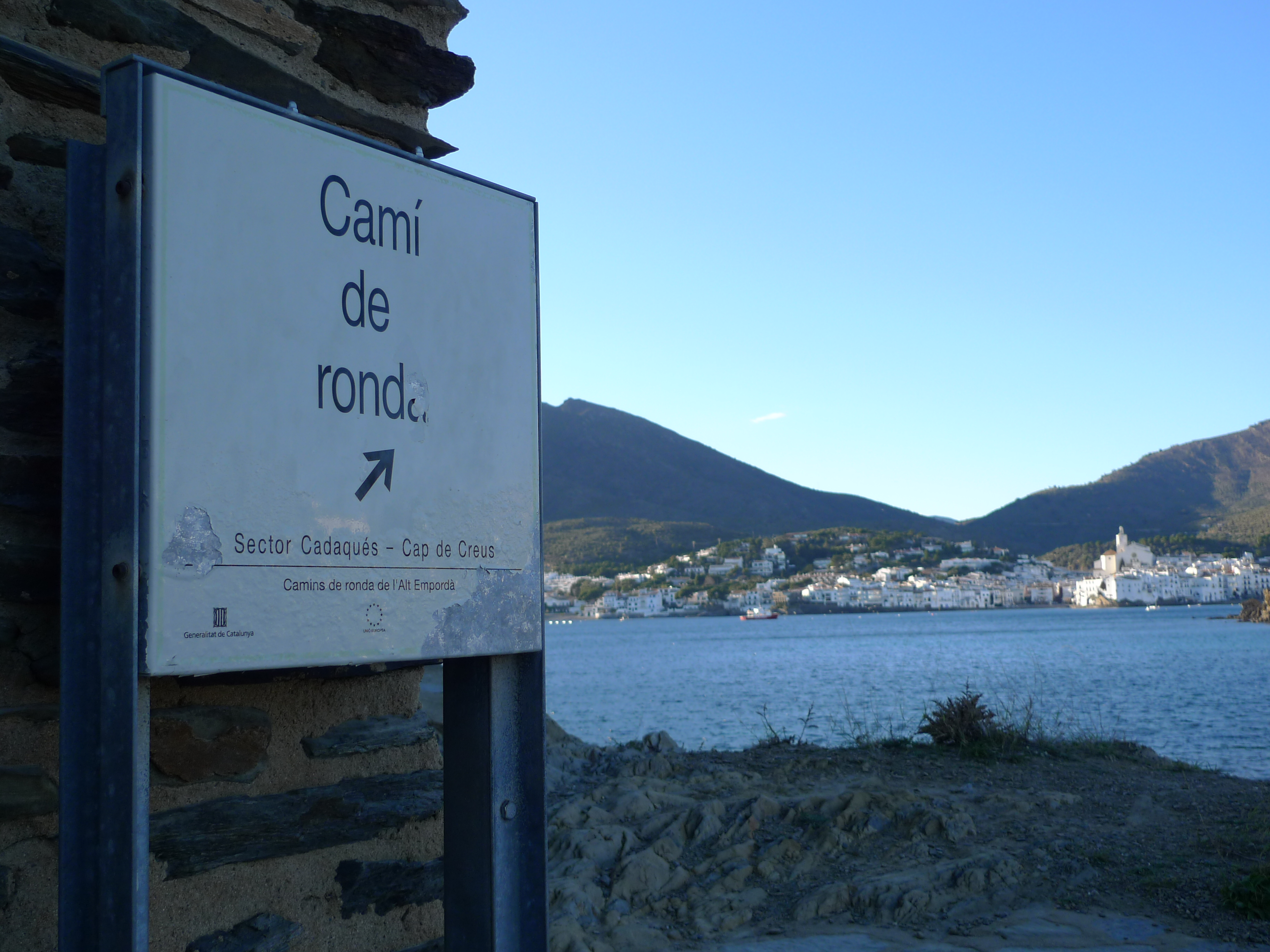
Wegweiser des „Camí de Ronda“ in Cadaqués

Der Camí de Ronda beginnt südlich der französischen Grenze bei Portbou, führt durch den Naturpark Cap de Creus mit den Ortschaften El Port de la Selva, Cadaqués bis nach Roses, geht weiter nach L’Escala, Torroella de Montgri, Begur, Palamós, Sant Feliu de Guixols, Tossa de Mar und endet in Blanes.

## Bibliographie
- Roger Büdeler: Rother Wanderführer Costa Brava. Bergverlag Rother, Oberhaching 2012, ISBN 978-3-7633-4328-7.